# کورتنی فرریکس
کورتنی فرریکس (انگلیسی: Courtney Frerichs؛ زادهٔ ۱۸ ژانویهٔ ۱۹۹۳) دونده زن اهل ایالات متحده آمریکا است.
وی در مسابقات کشوری و بین‌المللی در مجموع برندهٔ ۳ مدال نقره شده‌است.